# William Cogswell

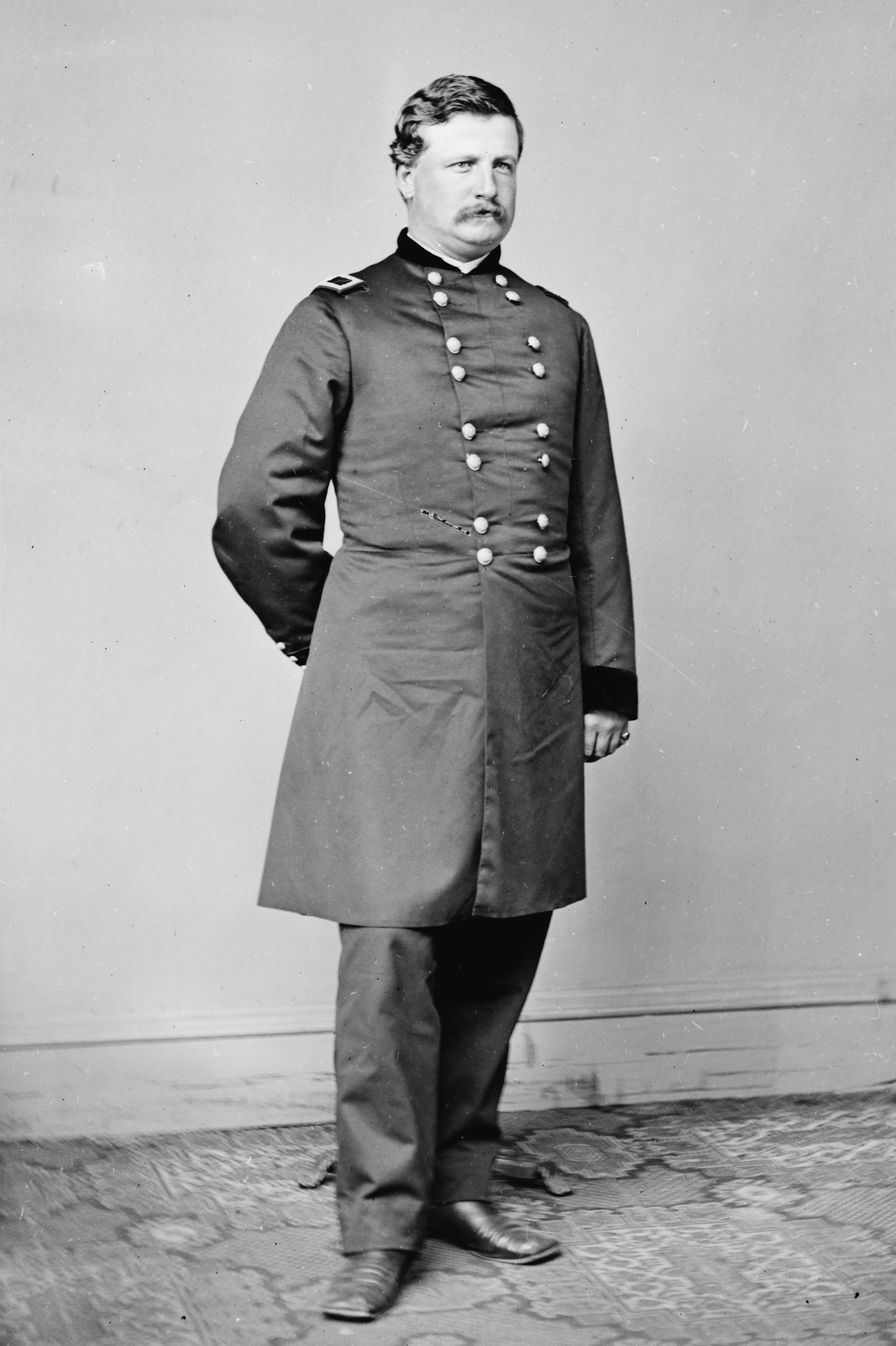
William Cogswell

William Cogswell (* 23. August 1838 in Bradford, Essex County, Massachusetts; † 22. Mai 1895 in Washington, D.C.) war ein US-amerikanischer Politiker. Zwischen 1887 und 1895 vertrat er den Bundesstaat Massachusetts im US-Repräsentantenhaus.

## Werdegang
William Cogswell besuchte die Phillips Academy in Andover und danach das Dartmouth College in Hanover (New Hampshire). Nach einem anschließenden Jurastudium an der Harvard University und seiner 1860 erfolgten Zulassung als Rechtsanwalt begann er in Salem in diesem Beruf zu arbeiten. Während des Bürgerkrieges diente er als Offizier in verschiedenen Funktionen im Heer der Union, in dem er es bis zum Brevet-Brigadegeneral brachte. Nach dem Krieg praktizierte er wieder als Anwalt. Überdies schlug er als Mitglied der Republikanischen Partei eine politische Laufbahn ein. Zwischen 1867 und 1869 sowie nochmals in den Jahren 1873 und 1874 war er Bürgermeister von Salem. In den Jahren 1870, 1871 sowie von 1881 und 1883 saß er als Abgeordneter im Repräsentantenhaus von Massachusetts; 1885 und 1886 gehörte er dem Staatssenat an. Im Juni 1892 war er Delegierter zur Republican National Convention in Minneapolis, auf der Präsident Benjamin Harrison zur Wiederwahl nominiert wurde.
Bei den Kongresswahlen des Jahres 1886 wurde Cogswell im siebten Wahlbezirk von Massachusetts in das US-Repräsentantenhaus in Washington gewählt, wo er am 4. März 1887 die Nachfolge von Eben F. Stone antrat. Nach vier Wiederwahlen konnte er bis zu seinem Tod am 22. Mai 1895 im Kongress verbleiben. Seit 1893 vertrat er dort als Nachfolger von Henry Cabot Lodge den sechsten Distrikt seines Staates.